# Marie de Roode-Heijermans

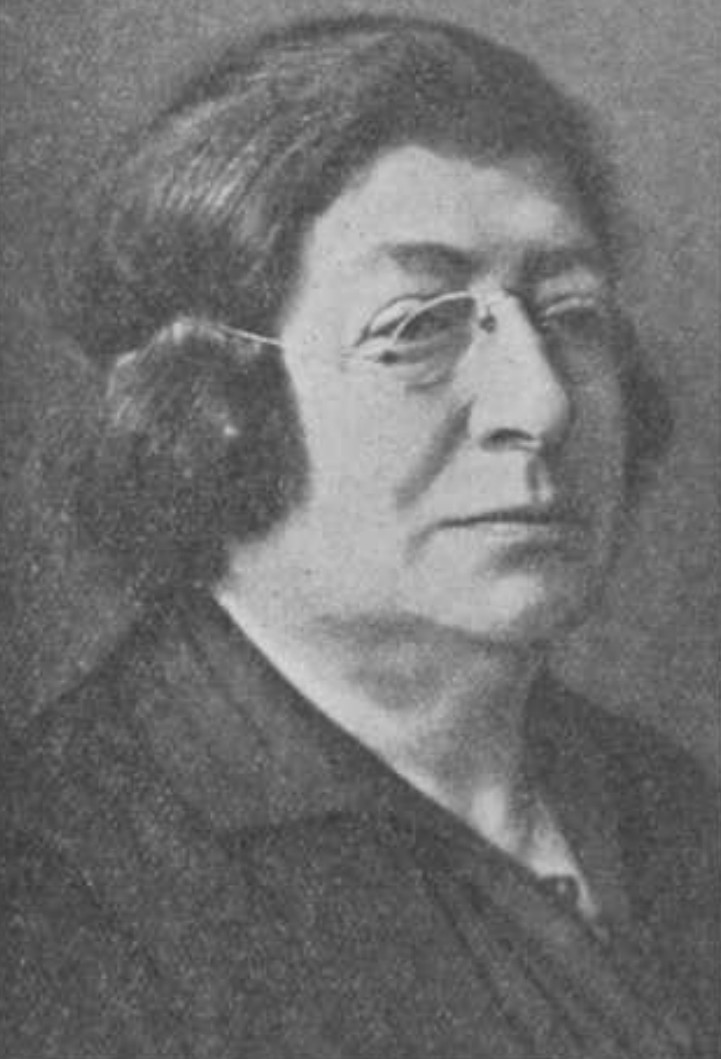
Marie de Roode-Heijermans

Marie de Roode-Heijermans (Geburtsname: Catharine Mariam Heijermans; * 14. Oktober 1859 in Rotterdam; † 26. September 1937 in Amsterdam) war eine niederländische Malerin des Realismus.

## Familie
De Roode-Heijermans war das zweite von elf Kindern des Journalisten Herman Heijermans Sr. und seiner Gattin Mathilda geb. Moses Spiers. Unter ihren Geschwistern waren die Pädagogin Ida Heijermans, der Schriftsteller Herman Heijermans und der Arzt und Sozialmediziner Louis Heijermans. Die Familie wird als liberal jüdisch und kunstinteressiert beschrieben. Gleichwohl spürten Marie und Herman Jr. hohe Erwartungen seitens des Vaters.

## Leben
De Roode-Heijermans zeigte zum Leidwesen ihres Vaters schon früh widersetzliche Züge. An der Hogere Burgerschool folgte sie einseitig ihren bildnerischen und literarischen Interessen. Da sie zudem kränklich war, brach sie die Schule schließlich ab und verlegte sich ganz auf das Zeichnen. Vorbereitet durch Suze Robertson wurde sie an der Haager Kunstakademie zugelassen, wo sie u. a. von Johan Philip Koelman unterrichtet wurde. 1881 wurde sie zum Lehramt Zeichnen zugelassen und unterrichtete zunächst in den Haag und schließlich in Rotterdam. Aufgrund ihrer fortschrittlichen Auffassung über die Rolle der Schüler im Zeichenunterricht geriet sie in Konflikt mit der Schulleitung und beendete die Lehrtätigkeit nach einigen Jahren.
Nach der Zeit als Lehrerin zog sie nach Brüssel um, wo sie bescheiden lebte und von Ernest Blanc-Garin im Aktzeichnen unterrichtet wurde, was Frauen in den Niederlanden zu der Zeit noch verwehrt war. In dieser Zeit brachte sie Élisée Reclus mit anarchistischem Gedankengut in Kontakt. 1893 wurde ihr Bild Hospice des Vieillards im Pariser Salon des Champs-Élysées ausgestellt und von der Kritik gefeiert. Es bescherte ihr ein mehrjähriges Stipendium der Regentin Mutter Emma Wilhelmina Theresia zu Waldeck und Pyrmont und es fand schließlich im Brüssler Maison du Peuple einen festen Platz.

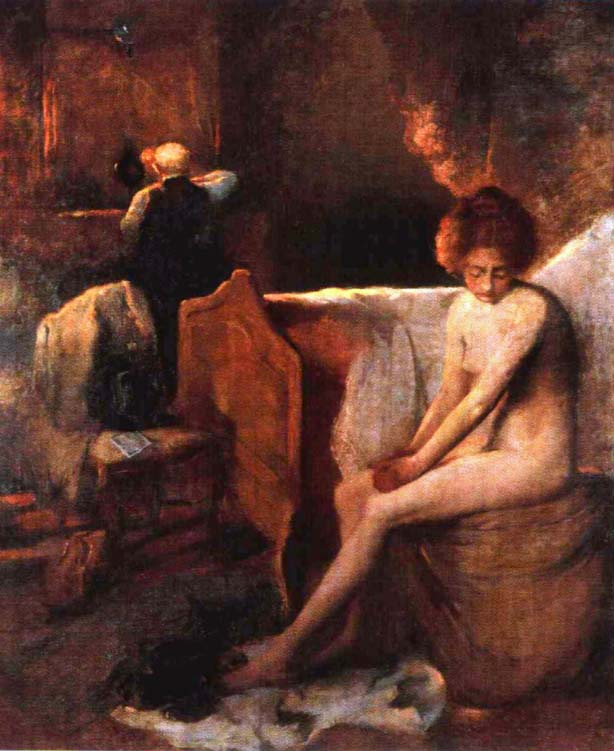
Victime de la misère (Opfer des Elends, Prostituierten-Darstellung)

Ihre Einreichung zur Weltausstellung 1897 in Brüssel entwickelte sich zum Skandal: Victime de la misère zeigte eine niedergeschlagene nackte Prostituierte nach dem Beischlaf; der Freier sich vor dem Spiegel herrichtend; auf dem Tisch ein Geldschein.
Nach ihrer Rückkehr nach Rotterdam 1898 brachten sie ihre Brüder Herman und Louis mit der Sociaal-Democratische Arbeiderspartij (SDAP) in Kontakt. Hierdurch entwickelte sich auch eine Beziehung mit Justus Johannes de Roode (Rufname: Jan), Journalist bei Het Volk, den sie bereits 1899 heiratete.

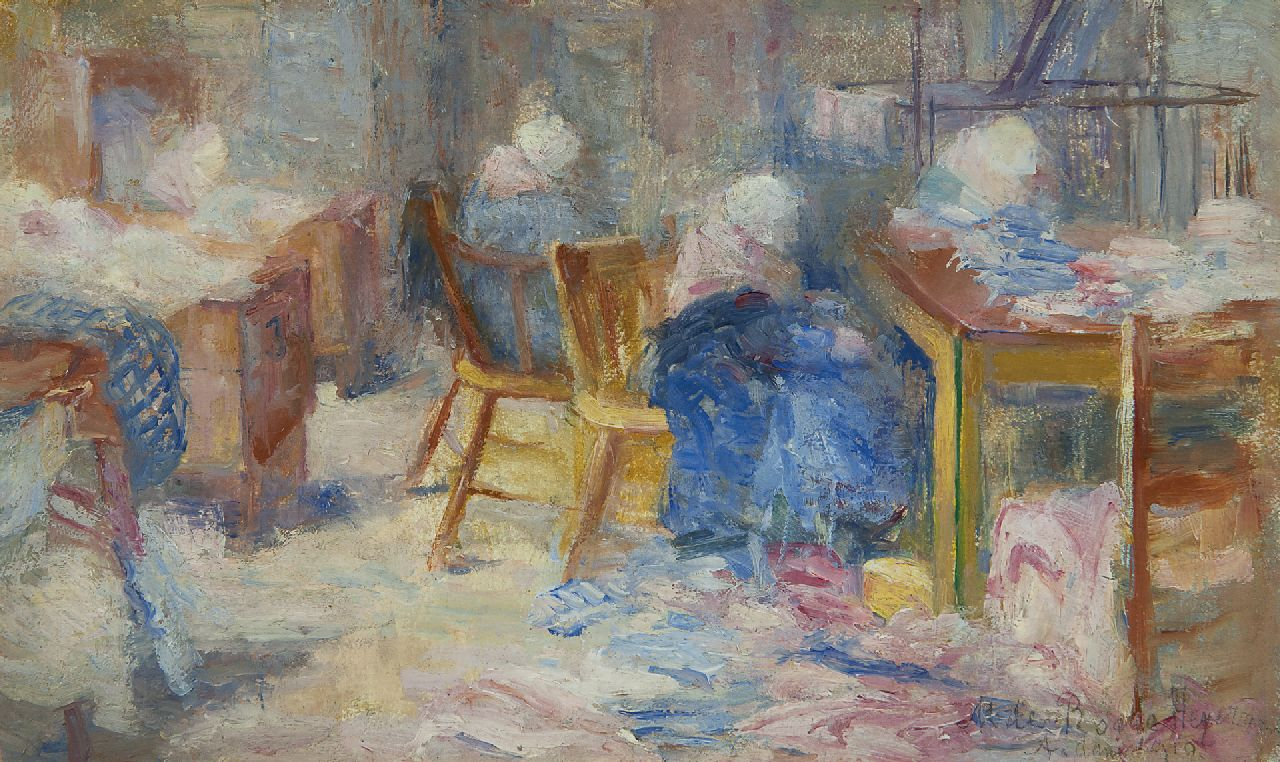
Wäscherei

Ab 1900 lebte das Paar in Amsterdam und de Roode-Heijermans stellte in ihrem Werk Menschen in prekären Umständen in den Mittelpunkt: Altenheime, Heimarbeit, Brechschuppen. Gleichzeitig nutzte sie Parteiveranstaltungen, um die Spektabilitäten in Karikaturen zu bannen. Überdies begann sie, Veranstaltungsräume und Aufmärsche zu dekorieren. Nach heftigen Eisenbahnerstreiks 1903 entstand das Momentum zur Gründung des Vereins Kunst aan het Volk, der sich der Kunstvermittlung an Arbeiter verschrieb. De Roode-Heijermans engagierte sich mehrere Jahre im Vorstand. Da ihrer Meinung nach Arbeiter durch Museen kaum ansprechbar waren, waren für sie Tableaux vivants mit den Teilnehmern ein wichtiges Instrument.

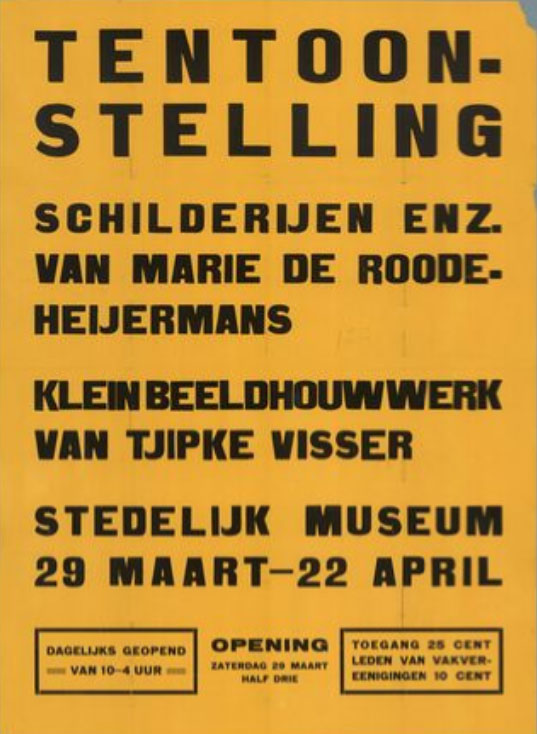
Ausstellungsplakat Stedelijk Museum 1919

Ihren sechzigsten Geburtstag 1919 würdigte das Stedelijk Museum mit einer Ausstellung mit 289 Exponaten vom Gemälde bis zur Tableu-vivant-skizze.
1920 bis 1926 erfüllte Jan eine Stabsfunktion bei der Internationalen Arbeitsorganisation (IAO), weshalb das Paar in Genf lebte.
1927 schloss sie sich dem Socialistische Kunstenaars Kring (SKK) an, kam jedoch bald mit den kommunistischen Mitgliedern in Konflikt. 1929 kochte neuerlich der Konflikt um Victime de la misère auf, da es die Gemeinde Amsterdam für das Stedelijk Museum erworben hatte, dieses sich jedoch nach öffentlicher Erregung bald entschied, das Werk aus Platzmangel zu deponieren.
De Roode-Heijermans Ableben 1937 wurde mit einem ausgebreiteten Nachruf in het Volk wahrgenommen.

## Belege
1. ↑  eingeschränkte Vorschau in der Google-Buchsuche
2. 1 2  HEIJERMANS, Catherine Mariam – BWSA. In: socialhistory.org. Abgerufen am 17. Februar 2022.
3. ↑  De parelduiker. Jaargang 4 · dbnl. In: dbnl.org. Abgerufen am 17. Februar 2022.
4. ↑  Hubertine Heijermans: Marie Heijermans made this large painting - oil on canvas 186x150cm. 29. September 2020, abgerufen am 17. März 2022.
5. ↑  Heijermans, Marie (1859-1937). In: resources.huygens.knaw.nl. Abgerufen am 17. Februar 2022.